# Ärla
För fågelarten, se ärlor.
Ärla är en tätort i Ärla socken i Eskilstuna kommun, belägen cirka 20 kilometer sydost om Eskilstuna.

## Befolkningsutveckling
| Befolkningsutvecklingen i Ärla 1950–2020 | Befolkningsutvecklingen i Ärla 1950–2020 | Befolkningsutvecklingen i Ärla 1950–2020 | Befolkningsutvecklingen i Ärla 1950–2020 | Befolkningsutvecklingen i Ärla 1950–2020 |
| ---------------------------------------- | ---------------------------------------- | ---------------------------------------- | ---------------------------------------- | ---------------------------------------- |
|                                          |                                          |                                          |                                          |                                          |
| År                                       |                                          |                                          | Folkmängd                                | Areal (ha)                               |
| 1950                                     | 1950                                     |                                          | 717                                      |                                          |
| 1960                                     | 1960                                     |                                          | 712                                      |                                          |
| 1965                                     | 1965                                     |                                          | 857                                      |                                          |
| 1970                                     | 1970                                     |                                          | 958                                      |                                          |
| 1975                                     | 1975                                     |                                          | 1 241                                    |                                          |
| 1980                                     | 1980                                     |                                          | 1 342                                    |                                          |
| 1990                                     | 1990                                     |                                          | 1 301                                    | 138                                      |
| 1995                                     | 1995                                     |                                          | 1 292                                    | 138                                      |
| 2000                                     | 2000                                     |                                          | 1 264                                    | 138                                      |
| 2005                                     | 2005                                     |                                          | 1 281                                    | 138                                      |
| 2010                                     | 2010                                     |                                          | 1 270                                    | 140                                      |
| 2015                                     | 2015                                     |                                          | 1 272                                    | 145                                      |
| 2020                                     | 2020                                     |                                          | 1 302                                    | 146                                      |
|                                          |                                          |                                          |                                          |                                          |

## Samhället
I Ärla samhälle finns en låg- och mellanstadieskola och ett äldreboende, Ärlagården, som drivs av kommunen. 
Serviceutbudet består av Coop, Löta handelsträdgård, vårdcentralsfilial och en pizzeria. Den tidigare spelbutiken är stängd.  
Pingstkyrkan finns belägen i samhället.
Här finns också ett kommunalt räddningsvärn. Brandstationen har en släckbil och ett mindre fordon för första insatsperson som till viss del även kan utgöra räddningsledare. Stationen drevs tidigare som en frivillig brandkår och innan det som en deltidsbrandstation.
Orten hade tidigare en järnvägsstation som blev nedlagd 1994 ner när Svealandsbanan ändrade bansträckningen. Det f.d. stationshuset inrymmer nu förutom privatbostäder även en pizzeria. Från järnvägsstationen gick även ett stickspår, några hundra meter långt, österut till ett grustag. Den tidigare banvallen till Eskilstuna är sedan 2015 upprustad till gång-/cykelbana och ridled.
Ärla Vägförening har sedan Lantmäteriförrättningen 2005 väghållaransvar för de enskilda vägarna i Ärla. https://www.arlasam.se/
Ärla Byaråd är en ideell, allmännyttig förening som arbetar för Ärlabygdens utveckling. https://www.aerla.se/

## Idrott

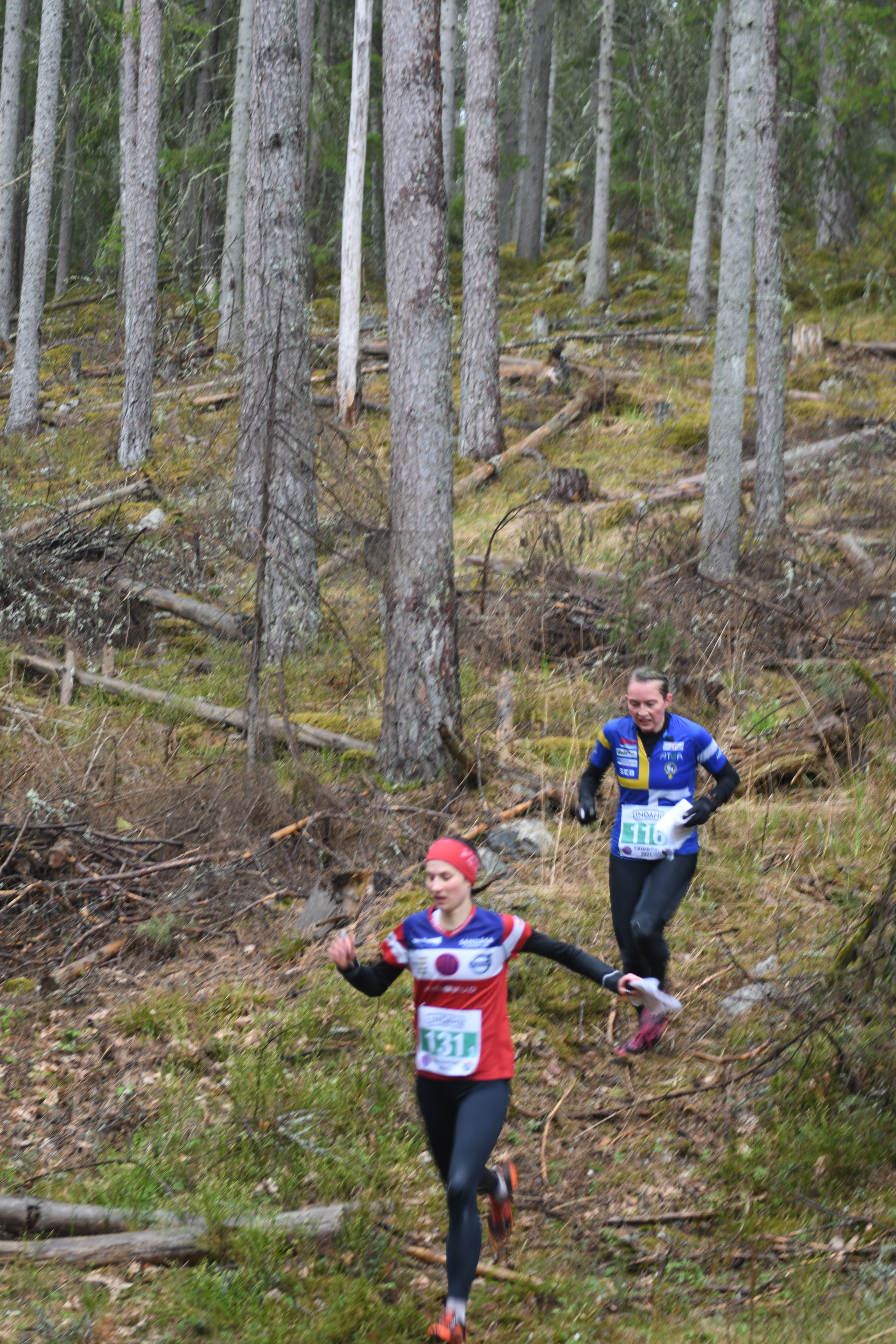
Susen Lösch från Ärla IF före Matilda Eriksson från Falun.

Bland föreningar finns Ärla IF (fotboll, friidrott, orientering och skidåkning)och Ärlaortens Ryttarförening.